# Miljenko Prohaska
Miljenko Prohaska (Zagabria, 17 settembre 1925 – Zagabria, 29 maggio 2014) è stato un compositore, arrangiatore, direttore d'orchestra e contrabbassista croato.

## Biografia
A causa della Seconda guerra mondiale, è appena nel 1951 che consegue il diploma alla Scuola di musica della propria città, dove studia violino e contrabbasso. Cinque anni dopo, nel 1956, consegue invece il diploma di laurea (secondo l'ordinamento scolastico del Paese) all'Accademia Musicale.
Il percorso professionale di Miljenko Prohaska nei primi dieci anni segue in contemporanea due filoni artistici: primo contrabbasso dell'Orchestra Filarmonica di Zagabria e bassista di uno dei più famosi combo della scena jazz europea dell'epoca: lo Zagreb Jazz Quartet, di cui è cofondatore insieme al vibrafonista Gojko Petrović (cognato di John Lewis).
Nella seconda metà degli anni Sessanta gli viene affidata la direzione del Festival della Canzone della capitale croata, nonché quella dell'Orchestra da Ballo della RTV, con cui compie tournée in tutto il mondo, potendo talvolta contare tra gli strumentisti artisti come Dizzy Gillespie, Tony Scott, Gerry Mulligan, Johnny Griffin, Art Farmer, il succitato leader del Modern Jazz Quartet John Lewis, James Moody, Key Winding, Clark Terry, Ted Curson, Gianni Basso, Albert Mangelsdorff. Da queste esibizioni nasceranno due album.
Prende parte a varie manifestazioni jazzistiche internazionali, tra cui i festival di Le Havre e Monterey in California, dove in suo onore la Don Ellis Orchestra esegue solo le sue composizioni.
Le sue composizioni, jazzistiche e non, vengono eseguite in tutta Europa, e negli USA in primo luogo dall'Orchestra sinfonica di Cincinnati e dal Modern Jazz Quartet, tra l'altro, anche alla Carnagie Hall. Il critico, storico del jazz e musicista Leonard inserisce il Miljenko Prohaska nella “The Encyclopedia of Jazz in the Sixties”, e in omaggio gli trascrive il testo inglese della sua ballad più famosa “Intima”.
Ma Prohaska volge la sua attenzione anche al mondo della musica “classica” o “seria”: scrive rapsodie, composizione per formazioni di differente dimensione e composizione strumentistica, musica per balletto e di scena, colonne sonore per lungometraggi, cartoon's e serial televisivi; arrangia e compie opera di orchestrazione per le composizioni di musicisti di grande fama quali Vatroslav Lisinski e Mikis Theodorakis. È coautore della prima rock opera della ex Jugoslavia (anni Settanta): “Gubec Beg”. 
Nel corso della sua lunga carriera, Miljenko Prohaska ha ricevuto innumerevoli premi in tutti i campi musicali in cui si è cimentato.